# 薩根巴赫河
47°37′39″N 11°44′59″E / 47.62763°N 11.74961°E
薩根巴赫河（德語：Sagenbach），是德國的河流，位於該國東南部，由巴伐利亞負責管轄，屬於魏薩赫河的右支流，河道全長10公里，流域面積18.8平方公里，河口處在克羅伊特附近。